# John Fowler (Maler)
John Fowler (* 1937 in Beccles, England) ist ein englischer Maler und Grafiker, der seit 1988 in Stuttgart lebt. Seine Werke beschäftigen sich überwiegend mit Mythen der Antike.

## Werke und Rezeption
Fowlers Bilder behandeln oft griechische und römische Mythen. Fowler lässt sich in seinen Werken unter anderem von Comics inspirieren. Weitere Einflüsse sind sowohl die polynesische als auch afrikanische Kunst, als auch die Englische und französische Karikatur des 19. und 20. Jahrhunderts. Der Stuttgarter Literaturwissenschaftler Hans Ulrich Seeber sagte zu Fowlers Werken: „Wenn man seine Bilder betrachtet, liest man einen mythischen Text.“